# Мокк
Мокк (на арменски: Մոկք, Mokq, Moxoene) е провинция в състава на Велика Армения, днес териториално намираща се във вилает Ван, Турция. По римско време е наричана Моксос (Moxos), след VIII век – Мокс, а след XVIII век – Мукус.
По времето когато е древна арменска провинция, Мокк граничи на юг с част от Асирия, наричана от арменците Аруастан (Aruastan, Arowastan). Управлява се от арменски принцове, чиито наследници продължават да управляват през X век.
Преди арменския геноцид през 1915 година провинцията включва 60 села, 40 от които населени от арменци. Кюрдският поет Факи Тайран и кюрдския благородник Хан Махмуд от XIX век, са родом от тази провинция.
Известни управници на провинцията са Сура (ок. 390 г.), Атом (415 г.), Артак (445 г.), Охан (480 г.). Сведенията за региона са много оскъдни, докато не попада в ръцете на Смбат I Багратуни около 850 г.